# کوئنتین دین
کوئنتین دین (انگلیسی: Quentin Dean؛ ۲۷ ژوئیهٔ ۱۹۴۴ – ۹ مهٔ ۲۰۰۳) یک هنرپیشه اهل ایالات متحده آمریکا بود. وی بین سال‌های ۱۹۶۷ تا ۱۹۶۹ میلادی فعالیت می‌کرد.